# Succinimida (farmacología)
Este artículo se refiere a las succinimidas usadas en farmacología. Para las succinimidas industriales ver Succinimida (compuesto)
La succinimida es un compuesto importante en farmacología debido a que, a partir de su estructura, se crearon fármacos para la terapia de la epilepsia de crisis de ausencia tras la búsqueda sistemática de agentes efectivos menos tóxicos que reemplazaran a las oxazolidinedionas. Se introdujeron en 1951.
El compuesto se clasifica como una imida cíclica. La succinimida, como tal, se emplea en tratamientos de la especialidad de urología y en industrias diferentes de la farmacología.

## Succinimidas
En farmacología, succinimidas se refiere a los compuestos que contienen el grupo succinimida en su estructura. La primera succinimida empleada clínicamente fue fensuximida, seguida de metosuximida. Posteriormente se descubrió la etosuximida, que al igual que la trimetadiona tiene una eficacia relativamente fuerte frente a las convulsiones experimentales inducidas por pentilentetrazol y es más débil contra las convulsiones inducidas eléctricamente, y es el medicamento anticonvulsivante empleado en la actualidad.
La mayoría de los experimentos con animales en lo que respecta a los efectos anticonvulsivos de las succinimidas se han llevado a cabo con etosuximida, mientras que solo se han informado algunos experimentos con metosuximida y fensuximida. La razón parece ser que clínicamente la etosuximida ha demostrado ser la sustancia más específica del grupo de succinimidas para el tratamiento de la epilepsia de petit mal. De acuerdo con la experiencia clínica, la metosuximida y la fensuximida son efectivas en ataques psicomotores y también en la epilepsia de gran mal.
La relación entre estructura y actividad de las succinimidas concuerda con las de otras clases de anticonvulsivos. La metosuximida, por ejemplo, tiene sustitutivos fenilo y es más activa contra las convulsiones máximas por electrochoque.
El efecto antagonista de las succinimidas contra las convulsiones inducidas por pentilentetrazol fue descrito por primera vez a principios de la década de 1950 y de 1960. En dosis de 63 y 250 mg/kg, respectivamente, la metosuximida y la fensuximida suprimieron completamente las convulsiones provocadas por el pentilenetetrazol (95 mg/kg) en ratas. Estas dosis produjeron una ligera ataxia, mientras que la dosis efectiva de etosuximida, 125 mg/kg, no tuvo efectos neurotóxicos. No existe diferencia entre metosuximida y fensuximida si se tiene en cuenta el aumento de la dosis convulsiva de pentilentetrazol en ratones (la dosis se duplica en aproximadamente 100 mg/kg de cualquier sustancia), mientras que el efecto de la etosuximida es marcadamente menos pronunciada (dosis efectiva alrededor de 300 mg/kg). Esta relación de dosis de metosuximida y etosuximida también fue encontrada por otros investigadores.

## Polifarmacia
Un paciente puede tener más de un tipo de ataque. Las personas con ausencias o sacudidas mioclónicas pueden en otras ocasiones tener ataques tónico-clónicos de epilepsia generalizada. Los agentes como las succinimidas a menudo son razonablemente eficaces para las ausencias, pero no para las convulsiones. Por lo tanto, puede ser necesario un segundo fármaco antiepiléptico si estos medicamentos se usan para los ataques de ausencia. Sin embargo, el valproato o el clonazepam usualmente actuarán adecuadamente contra ambos tipos de convulsiones en un paciente.

## Interacciones importantes
Lamotrigina
Las concentraciones séricas de lamotrigina pueden reducirse, disminuyendo así, los efectos terapéuticos. Puede ser necesario ajustar la dosis de cuando se inicia, suspende o cambia la dosis de la terapia con succinimidas. Debe observarse la respuesta clínica del paciente y ajustarse la dosis de lamotrigina según sea necesario.
Primidona
La administración concomitante puede dar como resultado concentraciones más bajas de primidona en suero. Un paciente que requiera tanto primidona como una succinimida debe controlársele las concentraciones de primidona en suero siempre que se realice un cambio en la terapia con una succinimida.